# Federazione di pallamano dell'Ungheria
La Federazione di pallamano dell'Ungheria (ung.: Magyar kezilabda szövetseg) è l'ente che governa la pallamano in Ungheria.

È stata fondata nel 1933 ed è affiliata alla International Handball Federation ed alla European Handball Federation.

La federazione assegna ogni anno il titolo di campione d'Ungheria e la coppa nazionale sia maschile che femminile.

Controlla ed organizza l'attività delle squadre nazionali.

La sede amministrativa della federazione è a Budapest.

## Squadre nazionali
La federazione controlla e gestisce tutte le attività delle squadre nazionali ungheresi.
- Nazionale di pallamano maschile dell'Ungheria
- Nazionale di pallamano femminile dell'Ungheria

## Competizioni per club
La federazione annualmente organizza e gestisce le principali competizioni per club del paese.
- Campionato ungherese di pallamano maschile
- Campionato ungherese di pallamano femminile
- Coppa d'Ungheria di pallamano maschile
- Coppa d'Ungheria di pallamano femminile